# 마마강
마마강(일본어: 真間川, ままがわ)은 지바현 이치카와시에 에도강에서 갈려 흐르는 강이다.
후나바시시, 마쓰도시, 가마가야시를 통하고 도쿄만으로 흘러 들어간다. 유역 길이는 8.5 km, 유역 면적은 65.6 km2이다.
이 강에는 투신 자살했다고 하는 데코나의 전설이 전해지고 있다.